# Лоренцо Калеппі
Лоренцо Калеппі (італ. Lorenzo Caleppi; 29 квітня 1741, Червія, Папська область - 10 січня 1817, Ріо-де-Жанейро, Сполучене королівство Португалії, Бразилії та Алгарве) — італійський куріальний кардинал і папський дипломат. Титулярний архієпископ Нісібіса з 23 лютого 1801 по 8 березня 1816. Апостольський нунцій у Португалії з 23 грудня 1801 по 8 березня 1816. Кардинал-священик з 8 березня 1816 по 10 січня 1817.